# Anopheles pujutensis
Anopheles pujutensis este o specie de țânțari din genul Anopheles, descrisă de Donald Henry Colless în anul 1948. Conform Catalogue of Life specia Anopheles pujutensis nu are subspecii cunoscute.